# Kuràkhove
Kuràkhove (en ucraïnès Курахове i en rus Курахово) és una ciutat de l'óblast de Donetsk, Ucraïna. El 2021 tenia 18.506 habitants.

## Història
L'11 de maig del 2014 el referèndum d'independència de Donetsk tingué lloc a Kuràkhove, però la ciutat no quedà sota control del prorusso govern de Donetsk, sinó que romangué a pocs quilòmetres del front de guerra entre el govern ucraïnès i El prorusso govern de la República Popular de Donetsk.

## Galeria d'imatges

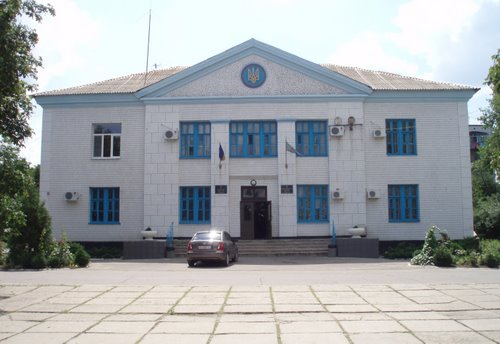
Ajuntament de Kuràkhovo
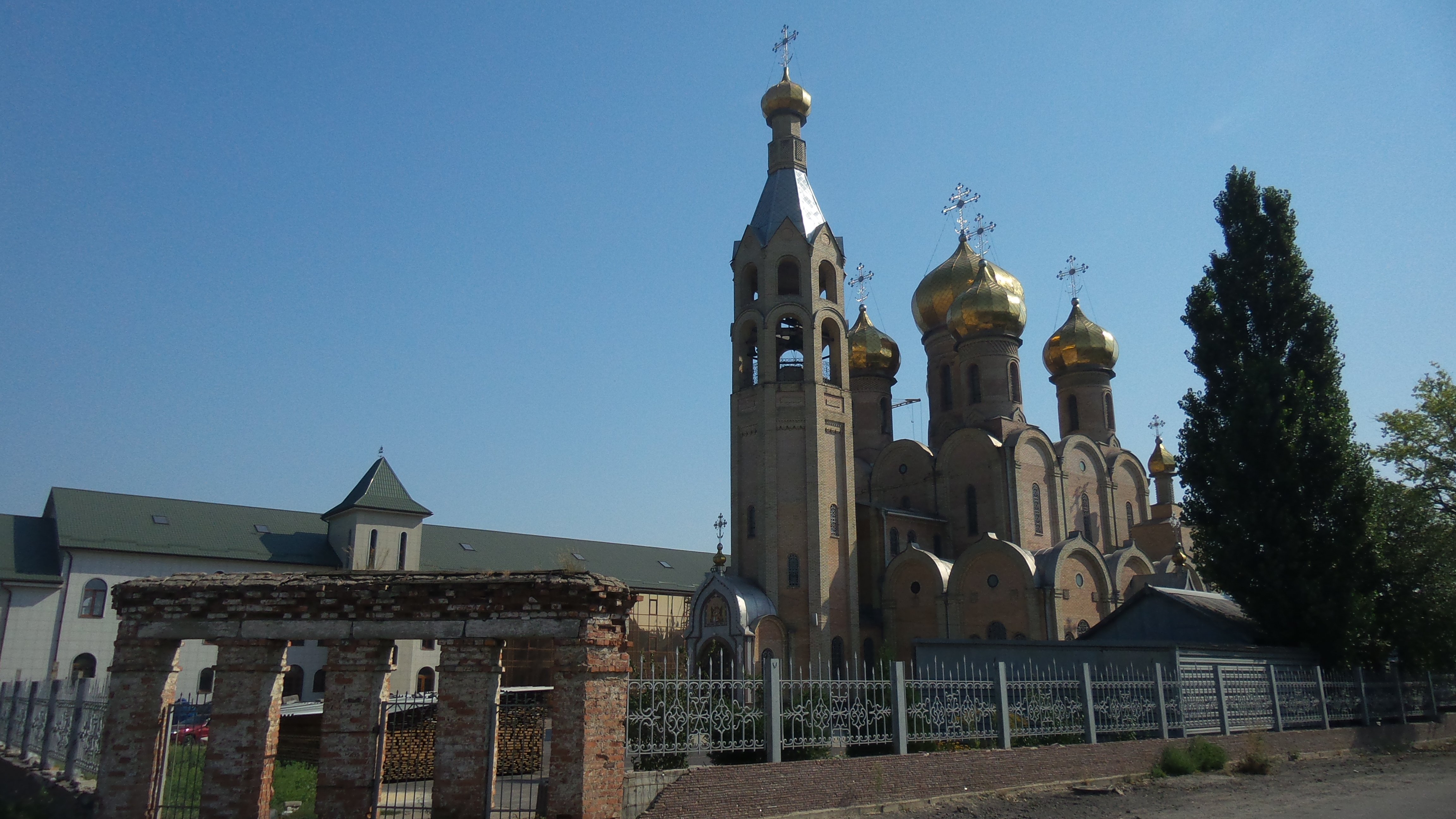
Església de Kuràkhovo
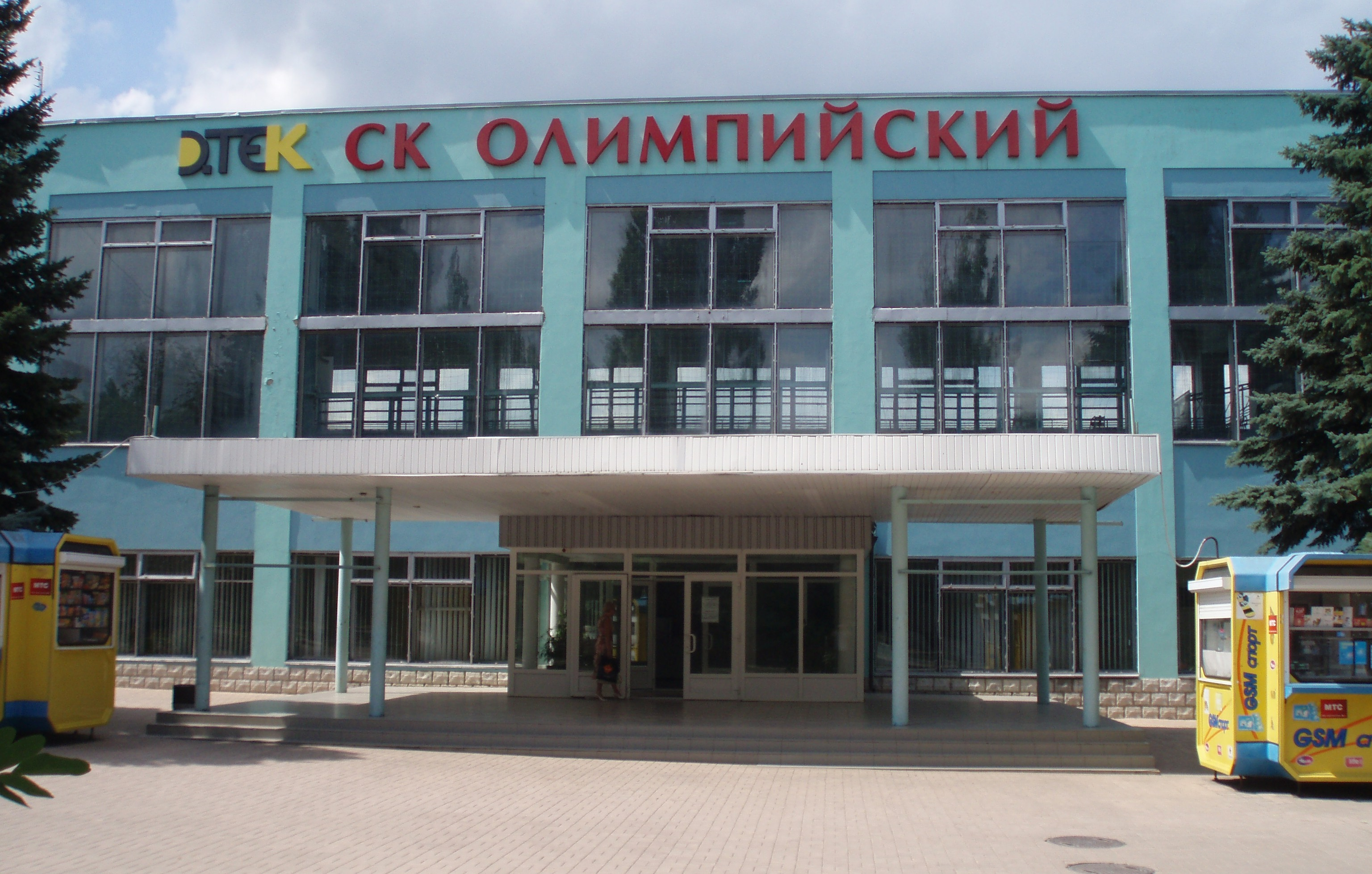
Pavelló d'esports
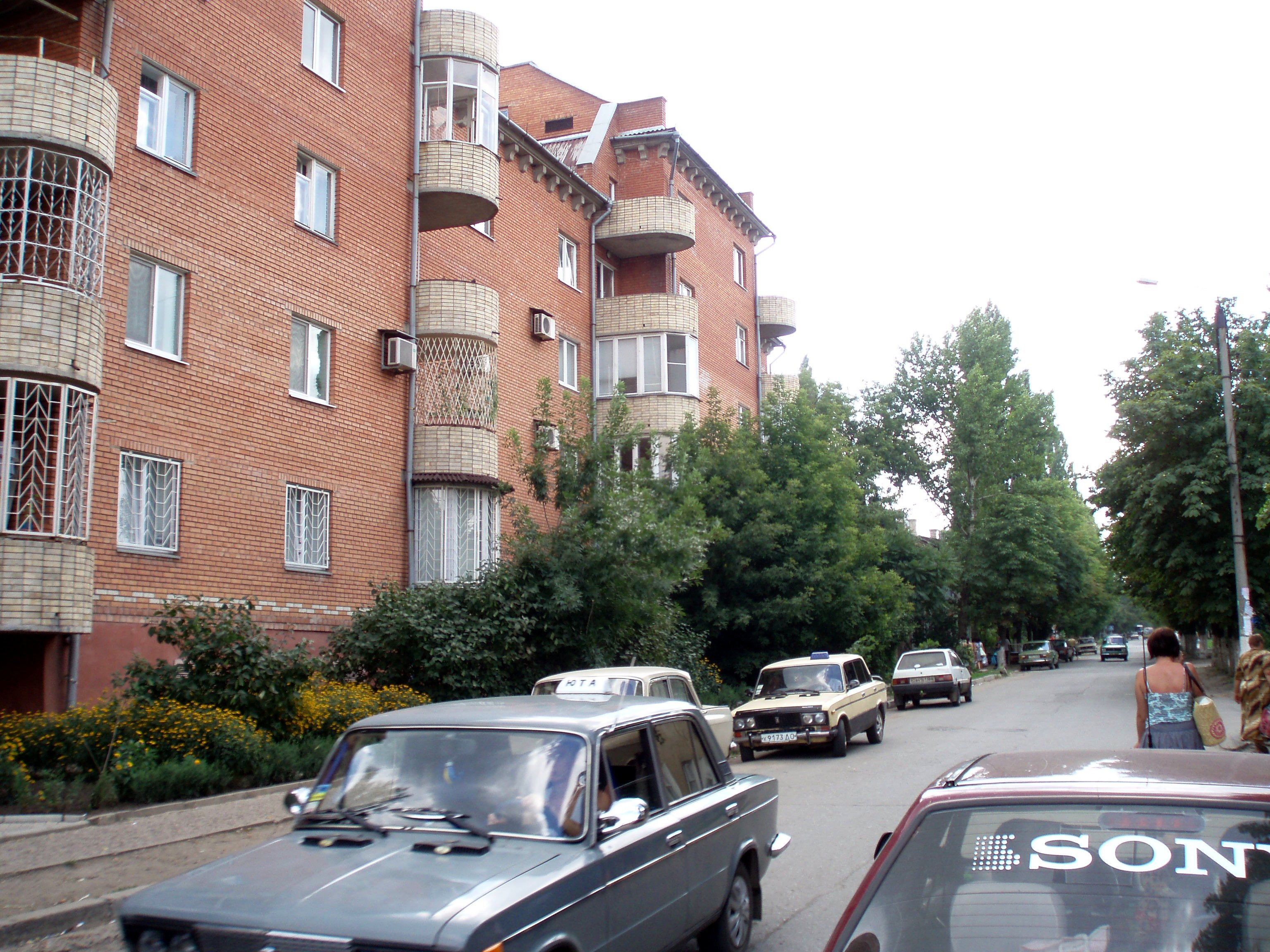
Carrer Lermóntov
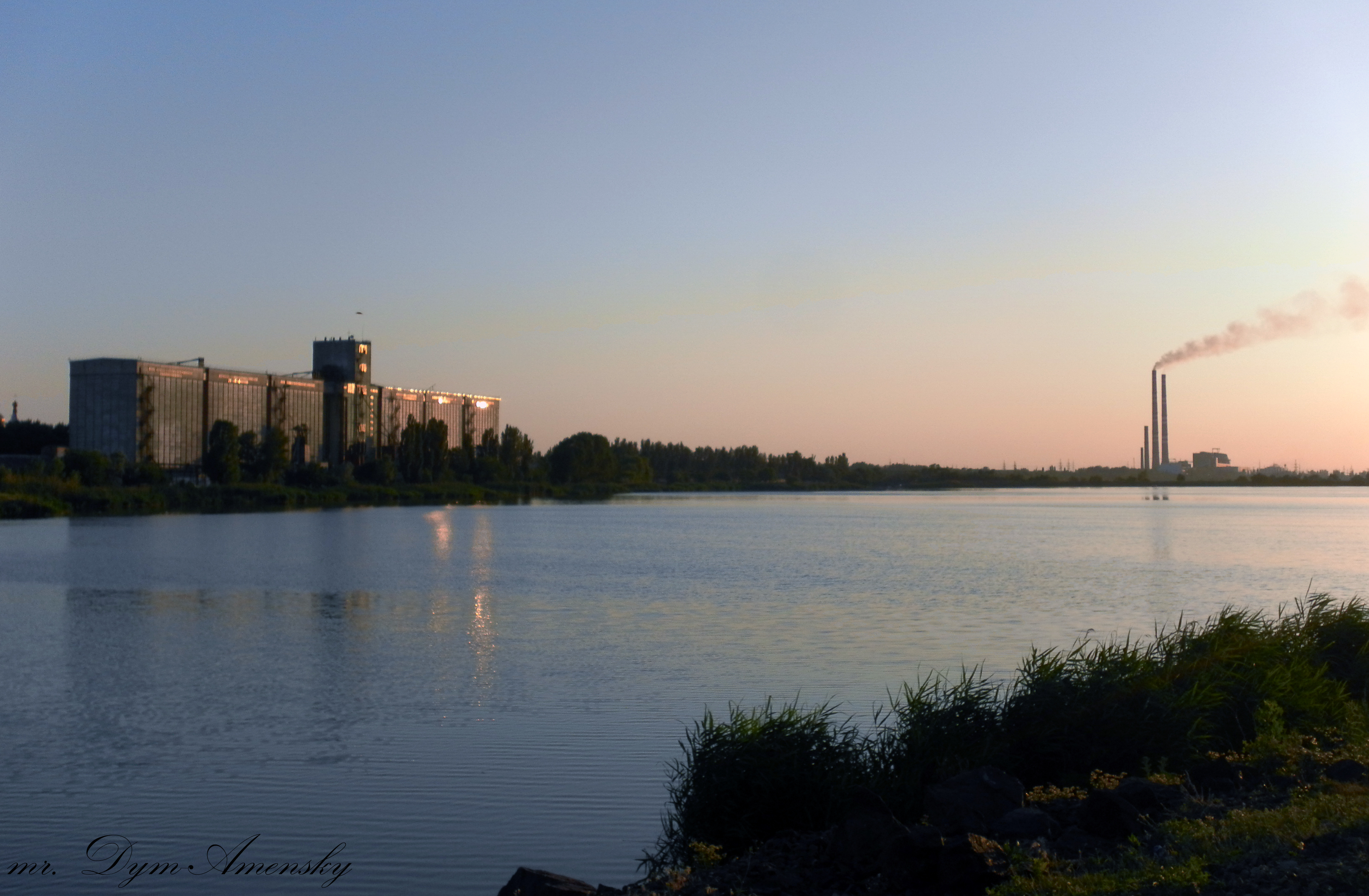
Embassament de Kuràkhovo